# Sang for Kristiania
Sang for Kristiania is een compositie van Johan Halvorsen. Het werk is een lied/toonzetting van het gedicht Kristiania (1920) van Nils Collett Vogt. Of het werk als lied ooit is uitgevoerd is onduidelijk. Veel van Halvorsens werk belandde op de plank of in de la. Het kan ook geschreven zijn als vriendendienst voor de familie Vogt, vrienden van de componist.